# Overton (Hampshire)
Overton is een civil parish in het bestuurlijke gebied Basingstoke and Deane, in het Engelse graafschap Hampshire met 4315 inwoners.